# WHBQ-TV
WHBQ-TV는 미국 폭스 방송 소속의 지역방송이다. 미국 테네시주 멤피스를 담당하고 있으며, 1953년 설립되었다. 채널 번호는 디지털 기준으로 13번이다. 처음에는 ABC 소속이었으나, 1994년에 폭스 방송에 넘겼다.

## 같이 보기
- RKO 픽처스